# Mouvements (revue)
Pour les articles homonymes, voir Mouvement.
 (mai 2021).
Mouvements est une revue politique et culturelle de la presse française fondée en 1998 par Gilbert Wasserman. Se réclamant de gauche, elle est composée de chercheurs, de journalistes et de militants, et se veut un espace de discussion entre « les idées et les luttes ».

## Histoire et orientation
En 1986, plusieurs intellectuels, dont Henri Lefebvre et Gilbert Wasserman, créent la revue M. Sous-titrée « mensuel, marxisme, mouvement »  elle rassemble principalement des communistes rénovateurs. Rapidement, la revue s'ouvre aux autres gauches radicales ainsi qu'aux courants féministes et écologistes. Des intellectuels, comme Yves Sintomer, Georges Labica, André Tosel, Marc Saint-Upéry, rejoignent à ce moment le comité de  rédaction.
En 1998, M devient la revue Mouvements. Publiée par la maison d’Édition La Découverte, composée d’universitaires, de journalistes et de militants, la revue se veut un rôle de passeur “ de la politique vers les intellectuels et des intellectuels vers la politique ”. Elle s’inscrit alors pleinement dans le courant altermondialiste et participe au débat pour « penser à gauche ».

## Membres du comité de rédaction
Catherine Achin, Christophe Aguiton, Amin Allal, Fabrice Andréani, Armelle Andro, Vincent Bourdeau, Noelle  Burgi, Marie-Claire Calmus, Coline Cardi, Jim Cohen, Maxime Combes, Simon Cottin-Marx, Agnès Deboulet, Jean-Marc Denjean, Virginie  Descoutures, Manuel Domergue, Bernard Dreano, Renaud Epstein, Sonya  Faure, Fabrice Flipo, Jean-Paul Gaudillière, Anahita  Grisoni, Nicolas Haeringer, Irène Jami, Noé le Blanc, Stéphane Le Lay, Jade Lindgaard, Ilana Löwy, Julien Lusson, Seloua Luste Boulbina, Michel  Maric, Philippe Marlière, Gus Massiah, Numa Murard, Dimitri Nicolaïdis, Patricia Osganian, Samira Ouardi, Anne-Sophie Perriaux, Juliette Rennes, François Ribac, Isabelle Rochet, Patrick Simon, Pierre Tévanian, Sylvie Tissot, Sylvia Zappi, Najate Zouggari, Dominique Quessada.

## Thèmes abordés
Le numéro 116 (en 2024) est consacré aux forêts, écosystèmes fragiles et menacés.
Dans son numéro 115 (en 2023), la revue « Mouvements » interroge la domination et le rapport entre adultes et enfant.
Dans un hors-série (en 2022) la revue analyse le racisme, depuis l'apparition du concept au début du XXe siècle, et ses transformations.
Dans son numéro 107 (en 2021), la revue étudie les mécanismes d’inégalités à l’école. 
Le numéro 96 (en 2019) contient un dossier sur le rap et des questions liées à ce genre musical.